# ام‌وی دیسکاوری
ام‌وی دیسکاوری (به انگلیسی: MV Discovery) یک کشتی است که طول آن 168.74 m می‌باشد.